# Rajdowe Mistrzostwa Europy 2015
Sezon Rajdowych Mistrzostw Europy 2015 jest 63 sezonem Rajdowych Mistrzostw Europy (FIA European Rally Championship). Mistrzostwa składać się będą z dziesięciu rajdów, rozgrywanych w Europie. W tym sezonie aby zawodnik mógł być liczony w klasyfikacji generalnej ERC wcześniej musi się zarejestrować. Utworzono również nowe kategorie:
- ERC 1 (obejmująca samochody z kategorii S2000, R5 i RRC)
- ERC 2 (obejmująca samochody z kategorii R4 - wcześniej oznaczane jako N4)
- ERC 3 (obejmująca samochody z kategorii R1, R2 i R3)

Mistrzem Europy w sezonie 2015 został jako trzeci Polak Kajetan Kajetanowicz jeżdżący Fordem Fiestą R5, który wygrał trzy z dziesięciu rund. Podczas całego sezonu Kajetanowicz wygrał 45 ze 152 odcinków specjalnych. Drugie miejsce zajął Irlandczyk Craig Breen jeżdżący Peugeotem 208 T16, a trzecie Rosjanin z białoruskim paszportem Aleksiej Łukjaniuk. 

## Kalendarz[3]
| Runda | Data               | Nazwa rajdu            | Nawierzchnia | Zwycięzca            |
| ----- | ------------------ | ---------------------- | ------------ | -------------------- |
| 1     | 4-6 stycznia       | 32. Rajd Jänner        | Mieszana     | Kajetan Kajetanowicz |
| 2     | 6-8 lutego         | 3. Rajd Liepāja        | Mieszana     | Craig Breen          |
| 3     | 2-4 kwietnia       | 73. Circuit of Ireland | Asfalt       | Craig Breen          |
| 4     | 4-6 czerwca        | 50. Rajd Azorów        | Szuter       | Craig Breen          |
| 5     | 25-27 czerwca      | 61. Rajd Ypres         | Asfalt       | Freddy Loix          |
| 6     | 17-19 lipca        | 6. Rajd Estonii        | Szuter       | Aleksiej Łukjaniuk   |
| 7     | 28-30 sierpnia     | 45. Rajd Barum         | Asfalt       | Jan Kopecký          |
| 8     | 25-27 września     | 43. Rajd Cypru         | Mieszana     | Kajetan Kajetanowicz |
| 9     | 9-11 październik   | 61. Rajd Grecji        | Szuter       | Kajetan Kajetanowicz |
| 10    | 28-31 października | 58. Rajd Valais        | Asfalt       | Aleksiej Łukjaniuk   |

Już w trakcie sezonu okazało się, iż planowany na dziesiątą rundę rajd Korsyki zostanie rozegrany w ramach Rajdowych Mistrzostw Świata, w jego miejsce zostanie rozegrany szwajcarski Rajd Valais.
Zmiany w porównaniu z poprzednim sezonem
- W sezonie 2015 liczba rajdów wynosi 10, w porównaniu z sezonem ubiegłorocznym to o dwa mniej, z cyklu wypadły rajdy: Sibiu Rally Romania i Rajd Valais.

## Wyniki
| Runda | Nazwa Rajdu                                      | Podium  | Podium                | Podium                   | Podium    |
| Runda | Nazwa Rajdu                                      | Miejsce | Kierowca              | Samochód                 | Czas      |
| ----- | ------------------------------------------------ | ------- | --------------------- | ------------------------ | --------- |
| 1     | Rajd Jänner (4-6 stycznia) — Wyniki              | 1       | Kajetan Kajetanowicz  | Ford Fiesta R5           | 2:50:52.6 |
| 1     | Rajd Jänner (4-6 stycznia) — Wyniki              | 2       | Robert Consani        | Peugeot 207 S2000        | +7:07.4   |
| 1     | Rajd Jänner (4-6 stycznia) — Wyniki              | 3       | Aleksiej Łukjaniuk    | Ford Fiesta R5           | +8:28.1   |
|       |                                                  |         |                       |                          |           |
| 2     | Rajd Liepāja (6-8 lutego) — Wyniki               | 1       | Craig Breen           | Peugeot 208 T16          | 1:56:49.1 |
| 2     | Rajd Liepāja (6-8 lutego) — Wyniki               | 2       | Siim Plangi           | Mitsubishi Lancer EVO X  | +1:40.7   |
| 2     | Rajd Liepāja (6-8 lutego) — Wyniki               | 3       | Dominykas Butvilas    | Subaru Impreza STi       | +5:48.6   |
|       |                                                  |         |                       |                          |           |
| 3     | Circuit of Ireland Rally (2-4 kwietnia) — Wyniki | 1       | Craig Breen           | Peugeot 208 T16          | 2:04:04.5 |
| 3     | Circuit of Ireland Rally (2-4 kwietnia) — Wyniki | 2       | Kajetan Kajetanowicz  | Ford Fiesta R5           | +6.4      |
| 3     | Circuit of Ireland Rally (2-4 kwietnia) — Wyniki | 3       | Josh Moffett          | Ford Fiesta RRC          | +1:42.3   |
|       |                                                  |         |                       |                          |           |
| 4     | Rajd Azorów (4–6 czerwca) — Wyniki               | 1       | Craig Breen           | Peugeot 208 R5           | 2:45:59.6 |
| 4     | Rajd Azorów (4–6 czerwca) — Wyniki               | 2       | Kajetan Kajetanowicz  | Ford Fiesta R5           | +1:02.1   |
| 4     | Rajd Azorów (4–6 czerwca) — Wyniki               | 3       | Ricardo Moura         | Ford Fiesta R5           | +2:14.3   |
|       |                                                  |         |                       |                          |           |
| 5     | Rajd Ypres (25-27 czerwca) — Wyniki              | 1       | Freddy Loix           | Škoda Fabia R5           | 2:21:29.9 |
| 5     | Rajd Ypres (25-27 czerwca) — Wyniki              | 2       | Bryan Bouffier        | Citroën DS3 R5           | +1:27.5   |
| 5     | Rajd Ypres (25-27 czerwca) — Wyniki              | 3       | Vincent Verschueren   | Citroën DS3 R5           | +2:02.5   |
| 6     | Rajd Estonii (17-19 lipca) — Wyniki              | 1       | Aleksiej Łukjaniuk    | Mitsubishi Lancer Evo X  | 1:32:25.4 |
| 6     | Rajd Estonii (17-19 lipca) — Wyniki              | 2       | Kajetan Kajetanowicz  | Ford Fiesta R5           | +12.7     |
| 6     | Rajd Estonii (17-19 lipca) — Wyniki              | 3       | Rainer Aus            | Mitsubishi Lancer Evo IX | +1:07.0   |
|       |                                                  |         |                       |                          |           |
| 7     | Rajd Barum (28-30 sierpnia) — Wyniki             | 1       | Jan Kopecký           | Škoda Fabia R5           | 2:12:17.7 |
| 7     | Rajd Barum (28-30 sierpnia) — Wyniki             | 2       | Václav Pech           | Mini Cooper S2000 1.6T   | +27.3     |
| 7     | Rajd Barum (28-30 sierpnia) — Wyniki             | 3       | Kajetan Kajetanowicz  | Ford Fiesta R5           | +39.9     |
|       |                                                  |         |                       |                          |           |
| 8     | Rajd Cypru (25-27 września) — Wyniki             | 1       | Kajetan Kajetanowicz  | Ford Fiesta R5           | 2:08:45.4 |
| 8     | Rajd Cypru (25-27 września) — Wyniki             | 2       | Bruno Magalhaes       | Peugeot 208 T16 R5       | +4:25.1   |
| 8     | Rajd Cypru (25-27 września) — Wyniki             | 3       | Robert Consani        | Citroën DS3 R5           | +5:36.0   |
|       |                                                  |         |                       |                          |           |
| 9     | Rajd Grecji (9-11 październik) — Wyniki          | 1       | Kajetan Kajetanowicz  | Ford Fiesta R5           | 1:32:11.1 |
| 9     | Rajd Grecji (9-11 październik) — Wyniki          | 2       | Craig Breen           | Peugeot 208 R5           | +10.0     |
| 9     | Rajd Grecji (9-11 październik) — Wyniki          | 3       | Lambros Athanassoulas | Škoda Fabia R5           | +15.3     |
|       |                                                  |         |                       |                          |           |
| 10    | Rajd Valais (28-31 października) — Wyniki        | 1       | Aleksiej Łukjaniuk    | Ford Fiesta R5           | 2:32:53.0 |
| 10    | Rajd Valais (28-31 października) — Wyniki        | 2       | Craig Breen           | Peugeot 208 R5           | +1:20.6   |
| 10    | Rajd Valais (28-31 października) — Wyniki        | 3       | Olivier Burri         | Citroën DS3 RRC          | +1:40.2   |

## Końcowa kasyfikacja RME 2015
Punkty w klasyfikacji generalnej ERC otrzymuje 10 pierwszych zawodników, którzy uczestniczą w programie ERC i ukończą rajd, punktowanie odbywa się według klucza:
| Miejsce | 1  | 2  | 3  | 4  | 5  | 6 | 7 | 8 | 9 | 10 |
| Punkty  | 25 | 18 | 15 | 12 | 10 | 8 | 6 | 4 | 2 | 1  |

Dodatkowo po każdym etapie (dniu) rajdu prowadzona jest osobna klasyfikacja, w której przyznawano punkty według klucza 7-6-5-4-3-2-1 (jeżeli dany etap obejmował przynajmniej 25% długości odcinków specjalnych rajdu). Do końcowej klasyfikacji wliczane jest 7 najlepszych wyników z 10 eliminacji.
Pierwsza dziesiątka
| Poz. | Kierowca             | AUT    | LVA    | GBR    | POR    | BEL    | EST    | CZE    | CYP    | GRE    | CHE    | Suma punktów |
| ---- | -------------------- | ------ | ------ | ------ | ------ | ------ | ------ | ------ | ------ | ------ | ------ | ------------ |
| 1    | Kajetan Kajetanowicz | 125+14 | NU0+6  | 218+12 | 218+10 |        | 218+12 | 315+11 | 125+14 | 125+13 |        | 230          |
| 2    | Craig Breen          | NU0+3  | 125+12 | 125+13 | 125+14 | NU0+7  | NU0+4  | 76+2   |        | 218+11 | 218+9  | 185          |
| 3    | Aleksiej Łukjaniuk   | 315+10 | NU0+7  | 68+3   |        |        | 125+14 | 412+11 | 510+4  | NU     | 125+12 | 157          |
| 4    | Robert Consani       | 218+10 | 510+2  |        | 510+5  | NW     | NU     | NU     | 315+9  | NU     |        | 79           |
| 5    | Jaromír Tarabus      | 412+10 |        | 84     |        | 76+2   |        | NU0+3  | 412+7  | 412+7  |        | 75           |
| 6    | Bruno Magalhães      |        |        |        | 412+9  | 412+5  |        |        | 218+12 | NU     | 13     | 68           |
| 7    | Dominykas Butvilas   |        | 315+8  |        | 84     |        | 76     | 26     | NU0+3  | 76+3   |        | 45           |
| 8    | Siim Plangi          |        | 218+10 |        |        |        | 412+3  |        |        |        |        | 43           |
| 9    | Jan Kopecký          |        |        |        |        |        |        | 125+11 |        |        |        | 36           |
| 10   | Freddy Loix          |        |        |        |        | 125+10 |        |        |        |        |        | 35           |
| Poz. | Kierowca             | AUT    | LVA    | GBR    | POR    | BEL    | EST    | CZE    | CYP    | GRE    | CHE    | Suma punktów |

| Kolor     | Opis                   |
| --------- | ---------------------- |
| Złoty     | Zwycięzca              |
| Srebrny   | 2. miejsce             |
| Brązowy   | 3. miejsce             |
| Zielony   | Punktowane miejsce     |
| Niebieski | Ukończył nie punktował |
| Fioletowy | Nie ukończył NU        |
| Czarny    | Wykluczony X           |
| Biały     | Nie wystartował NW     |
| Puste     | Nie brał udziału       |

## Inne klasyfikacje

### ERC-2
| Miejsce | Kierowca           | Punkty |
| ------- | ------------------ | ------ |
| 1       | Dávid Botka        | 231    |
| 2       | Vojitěch Štajf     | 191    |
| 3       | Dominykas Butvilas | 151    |
| 4       | Tidor Érdi         | 73     |
| 5       | Siim Plangi        | 63     |
| 6       | Alexey Lukyanuk    | 39     |

### ERC-3
| Miejsce | Kierowca          | Punkty |
| ------- | ----------------- | ------ |
| 1       | Emil Bergkvist    | 173    |
| 2       | Ralfs Sirmacis    | 113    |
| 3       | Marijan Griebel   | 96     |
| 4       | Chris Ingram      | 80     |
| 5       | Steve Røkland     | 79     |
| 6       | Aleksander Zawada | 64     |

### ERC Junior
| Miejsce | Kierowca          | Punkty |
| ------- | ----------------- | ------ |
| 1       | Emil Bergkvist    | 147    |
| 2       | Ralfs Sirmacis    | 104    |
| 3       | Marijan Griebel   | 93     |
| 4       | Steve Røkland     | 79     |
| 5       | Chris Ingram      | 78     |
| 6       | Aleksander Zawada | 64     |

### ERC Kobiet
| Miejsce | Kierowca            | Punkty |
| ------- | ------------------- | ------ |
| 1       | Ekaterina Stratieva | 6      |
| 2       | Martina Daňhelová   | 3      |
| 3       | Inessa Tuszkanowa   | 3      |

W rajdach prowadzone były także osobne klasyfikacje jazdy na śniegu (ERC ICE Masters), jazdy na szutrze (ERC GRAVEL Masters) i jazdy na nawierzchni asfaltowej (ERC ASPHALT Masters), polegające na punktowaniu przejazdu każdego OS-u osobno w określonych warunkach. Punktowanie następuje według klucz: pierwsze miejsce - 10 pkt, drugie - 6 pkt, trzecie - 4 pkt, czwarte - 2 pkt i piąte - 1 pkt. 
ERC ICE Master
| Miejsce | Kierowca             | Pkt |
| ------- | -------------------- | --- |
| 1       | Kajetan Kajetanowicz | 238 |
| 2       | Aleksiej Lukjanuk    | 166 |
| 3       | Craig Breen          | 77  |

ERC GRAVEL Master
| Miejsce | Kierowca             | Pkt |
| ------- | -------------------- | --- |
| 1       | Kajetan Kajetanowicz | 384 |
| 2       | Craig Breen          | 192 |
| 3       | Aleksiej Lukjanuk    | 158 |

ERC ASPHALT Master
| Miejsce | Kierowca             | Pkt |
| ------- | -------------------- | --- |
| 1       | Craig Breen          | 332 |
| 2       | Aleksiej Lukjanuk    | 190 |
| 3       | Kajetan Kajetanowicz | 164 |